# ほうとう

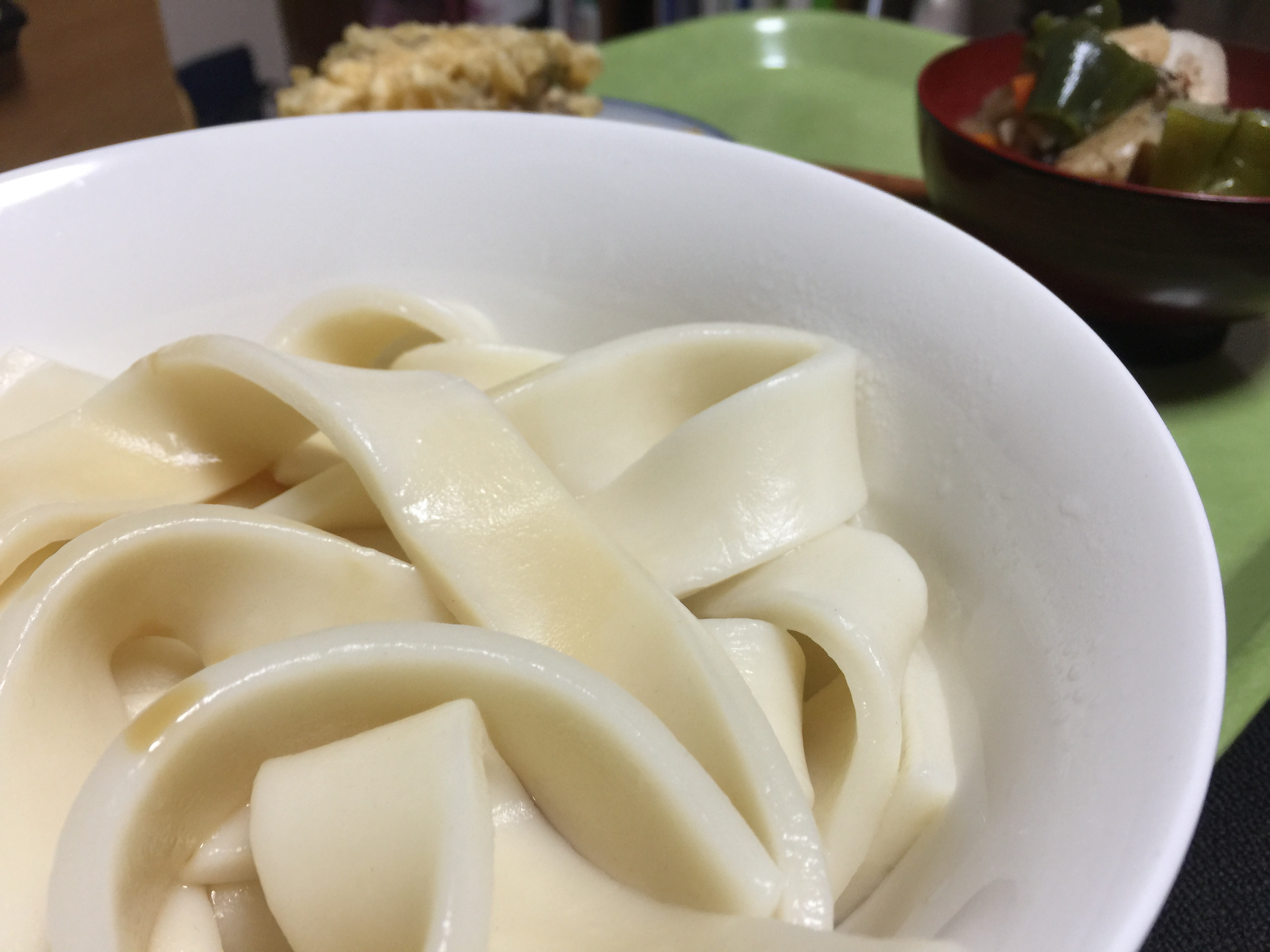
日常食として食べられているほうとう

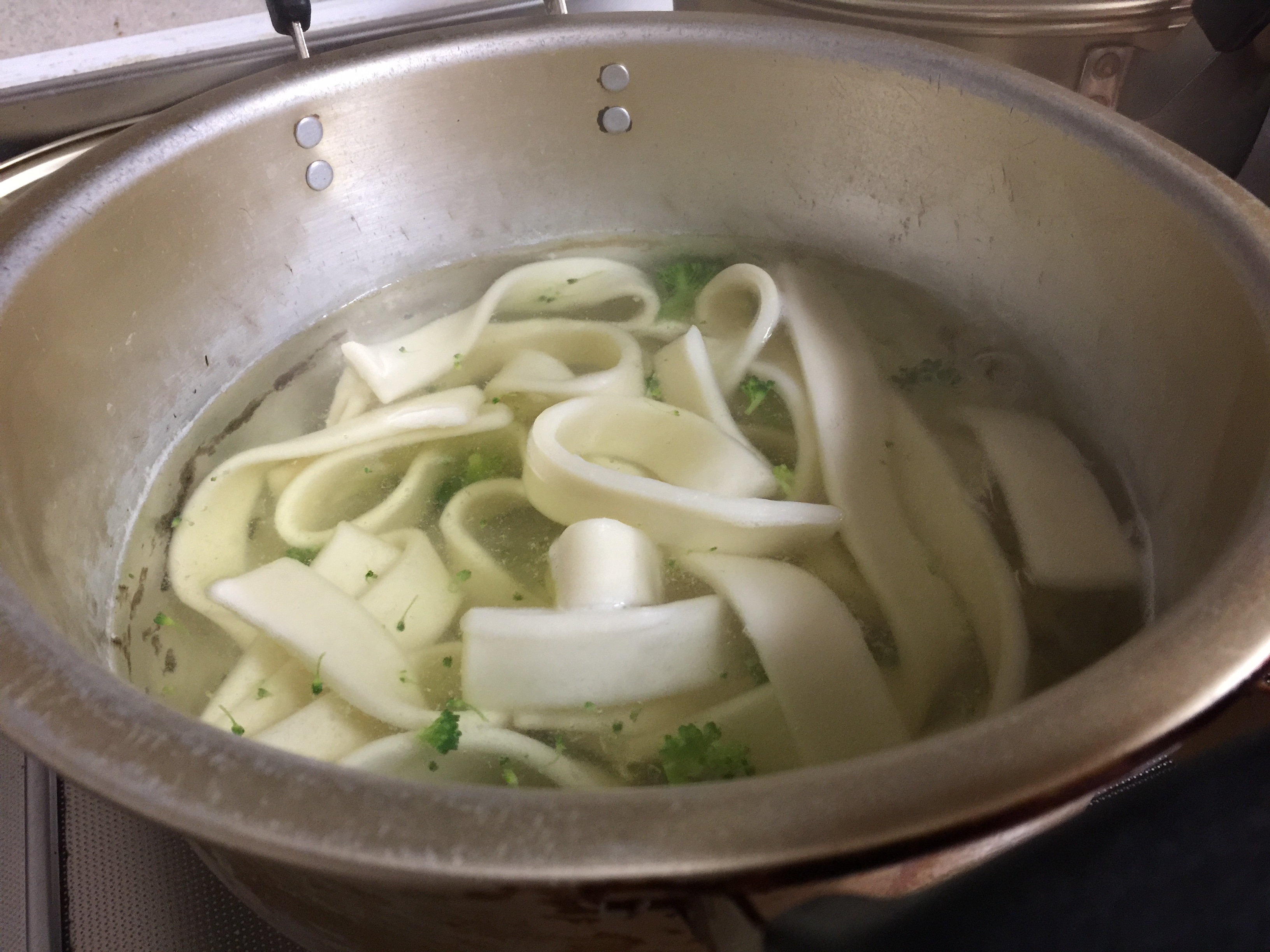
調理中のほうとう

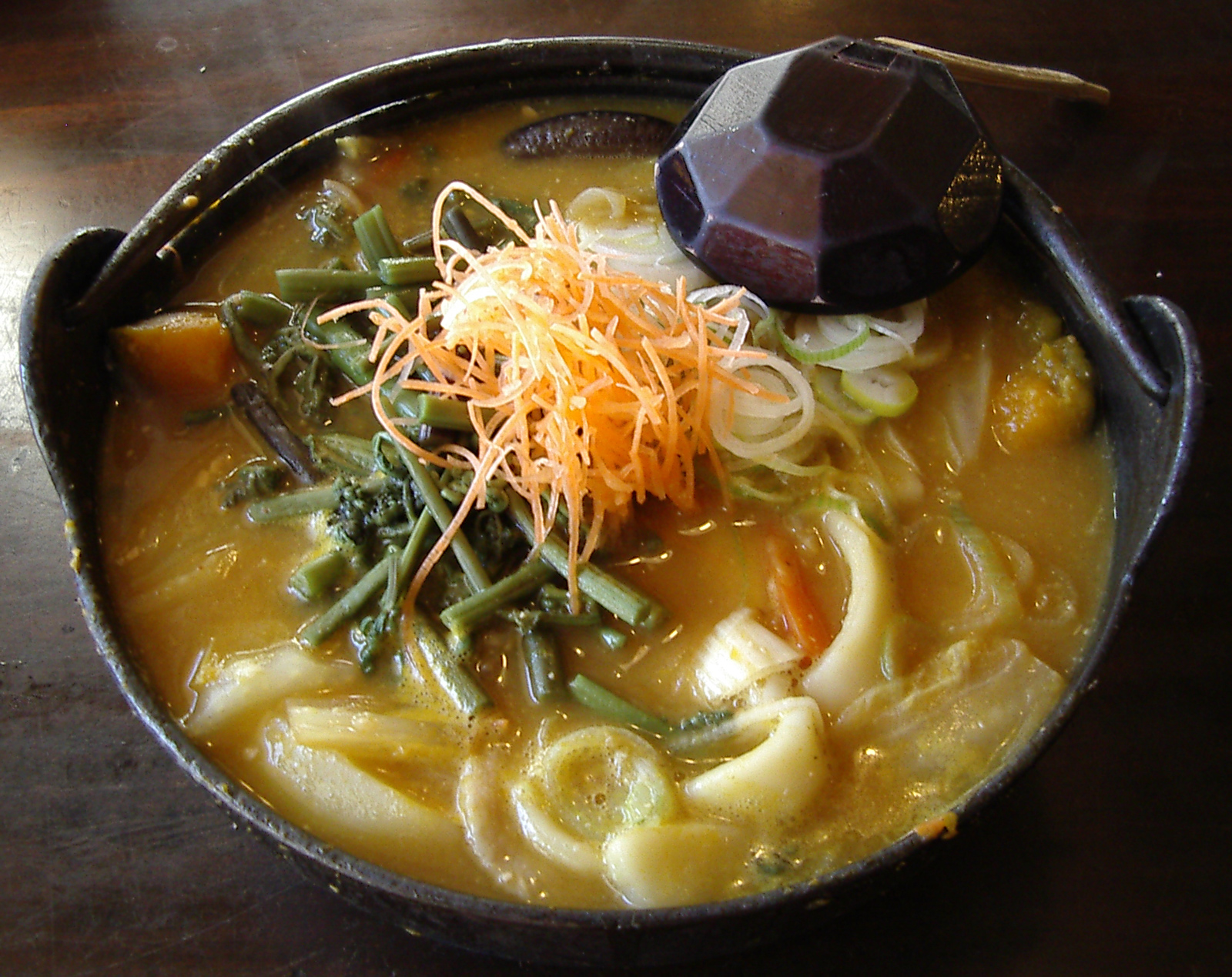
ほうとう専門店のほうとう

ほうとう（餺飥）は、山梨県を中心とした地域で作られる郷土料理。2007年には農林水産省により各地に伝わるふるさとの味の中から決める「農山漁村の郷土料理百選」の中の1つに選ばれている。かつて山梨では「ほうとうをうてないと嫁に出せない」と言う文化もあった。

## 概要
基本的には小麦粉を練りざっくりと切った太くて短い麺を、カボチャなど野菜と共に味噌仕立ての汁で煮込み、熱いうちに提供される料理の一種である。必ずしも麺料理の形態とは限らず、たとえば一部地域では小麦粉以外の穀物を使用するものや、すいとん的な小塊のものがある、味噌の代わりに小豆や醤油で味付をしている、麺を冷やしてざるに盛り付けるなどされる。また、外食では食べやすいよう麺が細かったり、野菜以外に肉や海産物を入れて提供するなど様々である。一般のうどんのように煮た麺に各種素材や味噌などの調味料を加えた調理法を取ることも稀である。
なお、富士北麓の郡内地方にはほうとうと同一の粉食文化の起源を持つ郷土料理である「吉田のうどん」が存在する。また、県外一般には、「ほうとう鍋」と呼ばれる料理もある。
呼称は「ほうとう」が一般的である。一部地域では異称として「おほうとう」や「ニコミ（ニゴミ）」（山梨県内郡内地方の一部）、「ノシコミ（ノシイレ）」（山梨県内河内地方）と呼ぶ場合もある。

## 調理・具材
ほうとうの生地は木製のこね鉢（民俗語彙では「ゴンバチ」）で水分を加えた小麦粉を素手で練り、出来上がった生地はのし棒を使って伸ばされ、折り重ねて包丁で幅広に切り刻む。うどんと異なり、生地にはグルテンの生成による麺のコシが求められず、生地を寝かせる手法は少ない。また塩も練り込まないため、麺を湯掻いて塩分を抜く手順が無く、腰麺の状態から煮込むところに特色がある。そのため、汁にはとろみが付く。
現在では山梨県を中心としてほうとう専用の生麺が流通しているために、それを使用する場合が多い。家庭用の市販品はうどんより幅広く、やや薄い形状である。料理店ではボリューム感を出すために極広厚の麺を使うことが多い。また麺ではなく「みみ」と呼ばれる特殊な形状をしたものを用いる場合もあり、これはすいとん料理に近い。みみを用いた場合は別に「みみぼうとう」と呼ばれる。
汁は味噌仕立てである。かつては、各家庭で手作りされた甲州味噌と呼ばれる米麹と麦麹の両方を使って仕込んだもので作られることが多かった。現在では米麹だけの信州味噌等の市販品を購入して作る家庭が多いが、麹を好みの配合で手作りしたものや、県内の醸造所で作られている甲州味噌を使っている家庭もある。これにカボチャを煮崩して溶かしたものが美味であるとされるが、カボチャを溶かすまで煮るか否かは地域差が有り、甲府盆地周辺では溶かすまで煮るのが良しとされるが、南部地域などではそこまでは煮ない。この甲州味噌の塩気とカボチャの甘味とが渾然一体となった奥深い風味がほうとうの美味さの最大の特徴である。出汁は煮干しで取り、家庭では出し殻もそのまま入れられる。具は野菜が中心となり、夏はネギ、タマネギ、ジャガイモなど、冬はカボチャ、サトイモ、ニンジン、ハクサイや、シイタケ、シメジなどのキノコ類を入れる。このように、具材は元来はカボチャを軸とした野菜・山菜のみで構成されており、鶏肉、豚肉などの肉類、カキ、タラなどの魚介類を入れるものが登場するのは、観光客向けの郷土料理店が広く普及して以降のことである。一般的に家庭で作る場合は肉ではなく油揚げを入れる。最近ではチゲほうとうなど、味噌仕立て以外のものも存在する。
ほうとうは野菜類のビタミン類や繊維質に特に富み、小麦粉や芋類によるデンプン質、味噌によるタンパク質なども摂れ、バランスに優れた料理といえる。
大鍋で作ることが多いので、余ったほうとうは再び翌日の食卓に上る。とろみが出て味も熟れてくるので、この「沸かし返し」を作りたてより好む人も多い。

### おざら
「冷やしほうとう」とも呼べる料理で、ざるうどんに類似している。ほうとうの麺を冷水でさらし、少し温かい汁につけて食べる。つゆは一般的に濃いめの味で、野菜や肉類などの具材が入っている。
元々は甲斐市付近の郷土料理であったが、1970年頃に甲府市内のほうとう専門店が夏の料理として売り出した。煮込み料理であるほうとうは真夏には売れ行きが落ちるため、その後多くのほうとう専門店で広まった。ほうとうは通年メニューとして供されるが、おざらは夏期のみのメニューであることが多い。冬には「湯もり」という、（お湯にはいった茹で麺を）つけ麺として食べることもある。

### 小豆ぼうとう
埼玉県秩父地方や比企郡では、小鹿野町が発祥の螺旋状にねじった短いうどんに小豆餡を和えた郷土料理「ねじ」があるが、汁粉のようなゆるいあんを使った場合は小豆ぼうとう（あずきぼうとう）と呼ぶ。
ほうとうの麺に適度な粘りのあるぼたもちのような小豆餡を乗せたもの。山梨では「こなぼうとう」とも呼ばれる。汁粉の中に、餅や白玉の代わりにほうとうの麺を入れたものと考えることもできる。小正月の小豆粥と同様にハレの日に健康を願う食べ物として位置づけられており、北杜市須玉地区など一部の地域で祭日に食されている。同地区若神子（わかみこ）の三輪神社で7月に開催される「若神子のほうとう祭」は、2004年（平成12年）2月16日に国の「記録作成等の措置を講ずべき無形の民俗文化財（選択無形民俗文化財）」に選択されており、儀礼の食事として小豆ぼうとうが作られる。

## 発生と広まり
発生地や時期の定説はなく、後述するさまざまな説が唱えられている。日本列島においては縄文時代から粉食文化が存在し、弥生時代以降には穀物の粒食が一般化する。弥生時代以降の考古遺跡においては製粉具の出土が減少し、鎌倉時代以降になって再び粉食習慣が復活し、石臼などの製粉具も出土している。山梨県内では南アルプス市の二本柳遺跡から戦国時代の石臼が出土しており、考古学的には中世後期段階で「ほうとう」の起源にあたる麺類が食べられていたと考えられている。
山梨県（甲斐国）では、近世に養蚕の普及による桑畑化で田地が集約され、裏作での麦の栽培が一般的となったことから、おねりやおやきなど粉食料理の体系が発達した。ほうとうはその中でも各種野菜や汁で増量されるために小麦の使用量が少なく経済的であり、また味もよいことから広まったといわれる。
日向国（現在の宮崎県）の修験者である野田泉光院は文化9年（1812年）から日本各地を廻国し、文化12年（1815年）には甲斐を訪れている。旅日記である『日本九峯修行日記』に拠れば、泉光院は甲斐国各地で蕎麦切りや「ハウタウ（放とう）」「オネリ」を食している。最も多いのは蕎麦切りであるが、これは客人向けの馳走であると考えられており、「ほうとう」は文化12年10月3日・10月27日に二度登場する。また、「ほうとう」はこの時点で甲斐国の「名物」であったと記されている。
また山梨県東部の郡内地方では、山間部であるため寒冷な気候で平坦地に乏しく、富士北麓では富士山の伏流水の季節変動が激しく、水利に乏しい溶岩台地が広がっているため、全般的に米の栽培が困難であった。一方、麦は富士北麓では流水を用いた「水掛麦」（水を畑の畝間に流すことで冬季の凍結を防ぐ栽培方法）による栽培が行われており、吉田うどん・おつけ団子（大月）などの粉食料理が根付いた。

## 語源

### 「餺飥」語源説
現在広く知られる説として、「ほうとう」の名は「餺飥（）」の唐音であるとされる。この説の詳細は以下の通り。
「餺飥」は奈良時代の漢字辞書である『楊氏漢語抄』（逸書。平安時代中期の古辞書『和名類聚抄』に引用）に見え、院政期の漢和辞書である『色葉字類抄』にすでに「餺飥 ハクタク ハウタウ」として登場するから、この頃にはもう「はうたう」という語形になっていたことがわかる。このように、「ほうとう」は「うどん」以上に歴史のある食品であるが、伝来時期は異なるとはいえ、「ほうとう」が「うどん」と同じく中国から伝来した料理の流れを汲むものであることは間違いない。

### ハタク・ハタキモノ語源説
山梨県の郷土民俗研究の立場からは、「ほうとう」の呼称は江戸時代中期の甲府勤番士日記『裏見寒話』において見られ、小麦粉で作った麺に限らず、穀物の粉を用いた料理全般に用いられていることが指摘されている。回転式の石臼が庶民に普及する江戸時代中期以前は、製粉作業には搗き臼が用いられていた。製粉はすなわち穀物を杵で「たたく」ことから、粉にする作業を「ハタク」と呼び、穀物の粉を「ハタキモノ」と呼称するようになる。「ほうとう」の語源はハタク、あるいは穀物の粉を意味するハタキモノが料理名に転用されたのが妥当と考えられている。

### これら二説についての見解
「餺飥」語源説に関しては、戦後の食文化に言及された郷土研究文献にもほうとうの語源に言及したものが少なく、「ほうとう」の語源は、観光食として広く喧伝されるようになってから、信玄起源説と関係して広く展開され、一般化したと位置付けられている。ほうとうに関係する由来伝承は信憑性が薄く、観光食化する過程でさまざまな歴史的知識に基づき、語源の推論が重ねられて由来伝説が形成されたものである、とするのが民俗学的見地からの捉え方である。しかし、日本語学的見地から見た場合、動詞「ハタク」の文献上の初出が室町時代中期の古辞書『温故知新書』（1484年 / 文明16年）と比較的遅いのに対し、「ホウトウ」は前記『色葉字類抄』以外にも、平安時代後期の『枕草子』や南北朝時代〜室町時代初期の古辞書『頓要集』に「はうたう」「餺飥 ハウタウ」として見えており、「ハタク」から「ハウタウ」の称が生まれた、とすると時系列的に矛盾する、という事実も存する。

### その他の説
同音の「宝刀」や「放蕩」などを語源とする説も存在する。「宝刀」については「信玄が自らの刀で具材を刻んだ」といった武田信玄に由来するとする俗説が広く流布している。これは戦後、山梨県において歴史的資源を活かした観光業が主要産業化する過程で形成された現代民俗であり（『山梨県史民俗編』）、言語学的見地からは否定されている。「放蕩」については「空いた手間と時間で放蕩することができるために、ほうとうという名称になった」とされるが、出処不明であり根拠は全くない。

## ほうとうと山梨県
山梨県内では現在でも日常的な料理として認識されている。後述するように、食生活の変化や若年夫婦の核家族化で、一般家庭で食卓に上る頻度は下がってきている。一般的に、料理店では1人分ずつ、鉄鍋で鍋料理や鍋焼きうどんのような体裁で供される。よって、県外の人から「うどんの一種」または「鍋料理」と認識される場合がある。しかし、県内の家庭では1人分ずつ小鍋で作ることは希で、家族分を大鍋で作り、どんぶりか味噌汁椀に一食分が盛られ主食として供される。味噌汁のごとく、汁物として飯に添えられることもある。よって、山梨県内ではあくまでも固有の料理、あるいは食事と捉えられている。
前述の通り、山梨県内では「ほうとう」はあくまで「ほうとう」であって、一般に言う「うどん」とは異なるものとして認識している。粉食文化の浸透から、山梨県ではほうとう以外にも、夏食べる冷麦を「おざら」、冬食べるうどんを「ゆもり」と呼びわけることがある。また、いわゆる「吉田のうどん」は、「ほうとう」とは全く異質の麺料理である。
山梨県内ではほうとうにカボチャを入れることが多い。冬至にはほうとうにカボチャを入れる。
かつては麺を打つところから家庭で行い、大鍋に大量に作れ、調理法が簡易であることから、大家族の食を賄うことができる日常食であった。麺の加減や煮込む具材など、家々毎に「おふくろの味」があった。食べきれず余って翌日に沸かし返した「ほうとう」は、とろみが出て味が熟れてくるので、作りたてよりそちらを好む人も多い。日常食としての「ほうとう」は麺よりも野菜の量が多く、対して小麦粉を消費する「ウドン」は特別な日（モノビ）や来客時に振舞われる贅沢な料理であると意識されており、両者の区別は明確であった。
戦後には高度経済成長に伴う産業構造の変化で農業が衰退し、米食が一般化すると、日常食としての地位は下がる。しかしながら、現在でも山梨県地方においては献立のひとつの選択肢である。スーパーマーケットにおいて固形出汁や既製品の味噌を始め、ほうとう向けの幅広麺が販売されていることから、自家用に麺を打つことも少なくなり、観光食ほうとうの影響も受け、製法や味も画一化される傾向にあり、日常食としての在り方は変化している。
現在では外食産業としてほうとうを扱う店が数多くある。一般的なほうとうのみを扱う店や、小豆ぼうとう（粉ぼうとう）や汁のベースにコチュジャンなどを使用したもの、麺に竹炭などを含めたもの、家庭では通例ほうとうの具材として使用しないカキやスッポン、カニを入れる店など多彩である。
ご当地グルメに応用する動きもある。山梨県笛吹市は料理研究家・西本淑子の助言を得て、ほうとう麺にラーメン風スープを組み合わせた「ラーほー」を考案。鍋で煮込む本来のほうとうより早く調理でき、安価（1000円以下）な麺料理として市内飲食店で提供する。

## ほうとうと山梨県外

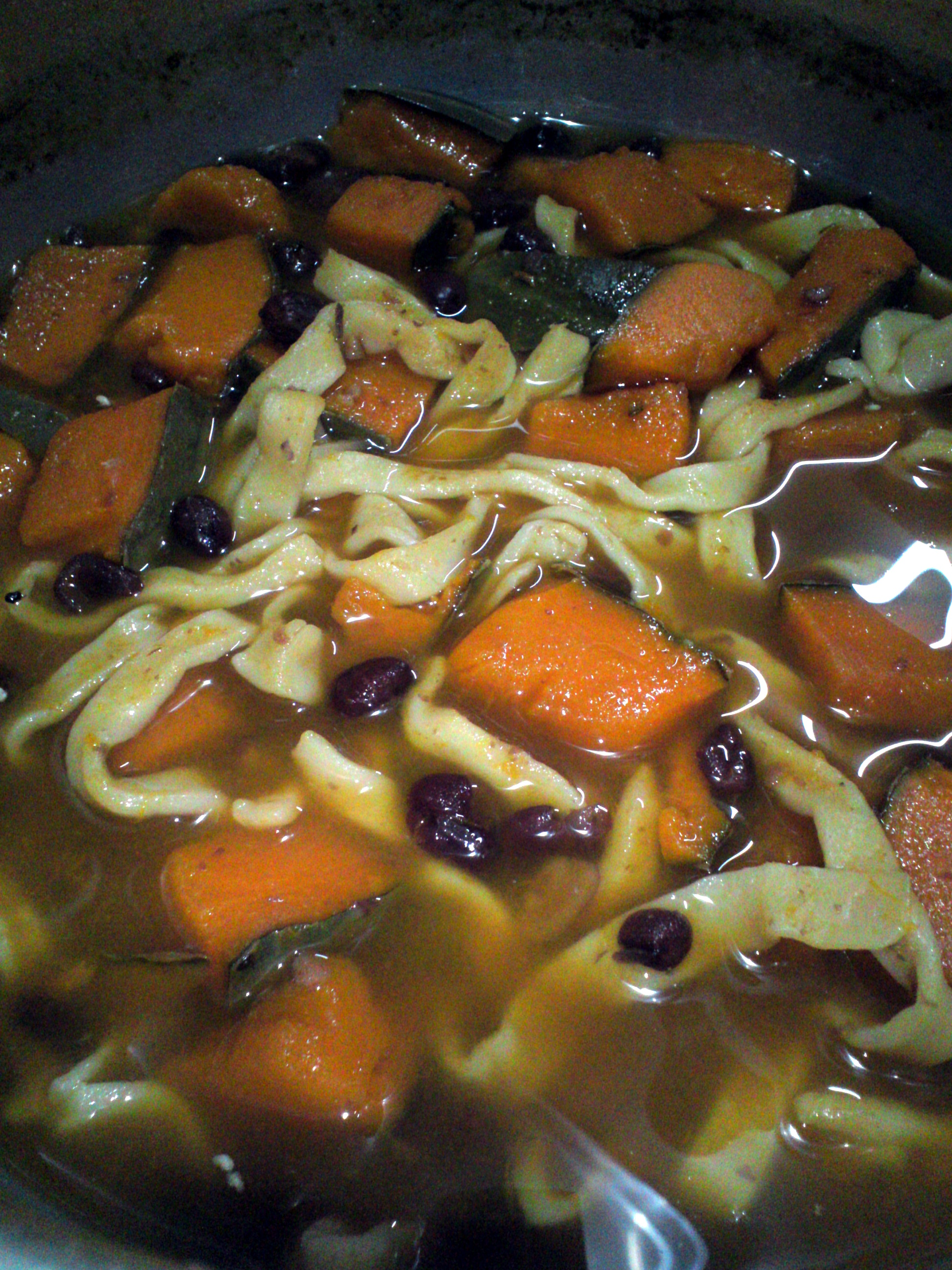
小豆入りのほうとうの一例

隣接する長野県・静岡県や、埼玉県秩父地方、および群馬県には類似した醤油味の煮込み麺料理「おっきりこみ」などがあり、山梨県同様に近代に養蚕業が発達したこれら地域では広範な平打ち麺文化が形成されている。
長野県安曇野地方では、旧暦の七夕に食べる「七夕ほうとう」があり、こちらはきな粉や小豆で味付けされたものを食べる習慣がある。一方、北信地方の一部地域では、冬至に汁粉のように甘く味付けがされたカボチャ入り小豆ぼうとうを食べる習慣がある。
また、山梨県において峡東地域において、小豆ぼうとうと呼ばる類似したものが食べられている
こういった広範な地域に及ぶほうとう文化をさらに活性化させ、観光資源化を推進するため、2004年から埼玉県深谷の「煮ぼうとう」、群馬の「おっきりこみ」、秩父の「ほうとう」の味対決イベントが行われている。
味噌煮込みうどんやきしめんといった東海地方の類似料理についても同一文化として捉える場合もある。ただしこれらとの関連性を示唆する史料はない。なお、「武田信玄の陣中食だったほうとうが、武田家滅亡後に徳川家に召し抱えられた武田家遺臣によって尾張徳川家領内に伝えられ、名古屋の味噌煮込みうどん、きしめんの起源となった」という、「徳川の武田仕立て」にちなんだ俗説もある。
また、東北地方の旧南部藩地域（青森県南部地方から岩手県中部）にはひっつみ、旧仙台藩（岩手県南部から宮城県）の北部にははっとと呼ばれる、ほうとうやすいとんと同様の粉食料理が伝わっている。例年、はっとに類似する山梨県のほうとうや南東北などの小麦粉料理が集まる「全国はっとフェスティバル」が、宮城県登米市で開催されている。
埼玉の「武州煮ぼうとう」については地域興し商品として深谷市内の飲食店で提供されているほか、セブン-イレブンやサークルKサンクスなど一部のコンビニエンスストアで季節限定商品として製品化されている。